# Prostor Prostějov
	Prostor Prostějov z. s. je spolek působící v Prostějově.

## Činnost
Spolek se věnuje kultivaci veřejného prostoru, kritice rozhodování úřadů a popularizaci architektury. V Prostějově pořádá každoročně Den architektury. Inicioval prohlášení Domova sester od architekta Eduarda Žáčka za kulturní památku. Angažoval se i ve snaze prohlásit za kulturní památku bývalou budovu Neherovy továrny, tato snaha ale nebyla úspěšná.  